# Барнсдолл (Оклахома)
Барнсдолл (англ. Barnsdall) — місто (англ. city) в США, в окрузі Осадж штату Оклахома. Населення — 1034 особи (2020).

## Географія
Барнсдолл розташований за координатами 36°33′36″ пн. ш. 96°9′45″ зх. д. / 36.56000° пн. ш. 96.16250° зх. д. (36.560130, -96.162407).  За даними Бюро перепису населення США в 2010 році місто мало площу 1,52 км², з яких 1,51 км² — суходіл та 0,01 км² — водойми.

### Клімат
| Клімат : Барнсдолл       | Клімат : Барнсдолл | Клімат : Барнсдолл | Клімат : Барнсдолл | Клімат : Барнсдолл | Клімат : Барнсдолл | Клімат : Барнсдолл | Клімат : Барнсдолл | Клімат : Барнсдолл | Клімат : Барнсдолл | Клімат : Барнсдолл | Клімат : Барнсдолл | Клімат : Барнсдолл | Клімат : Барнсдолл |
| Показник                 | Січ.               | Лют.               | Бер.               | Квіт.              | Трав.              | Черв.              | Лип.               | Серп.              | Вер.               | Жовт.              | Лист.              | Груд.              | Рік                |
| Середній максимум, °C    | 8,2                | 11,4               | 17,3               | 23,4               | 26,9               | 31,3               | 34,7               | 34,3               | 29,6               | 23,9               | 16,2               | 9,8                | 22,3               |
| Середній мінімум, °C     | −5,3               | −2,6               | 2,8                | 8,9                | 13,6               | 18,4               | 21,0               | 19,8               | 15,7               | 8,9                | 2,8                | −3,1               | 8,4                |
| Норма опадів, мм         | 36                 | 48                 | 94                 | 84                 | 122                | 119                | 74                 | 89                 | 142                | 81                 | 76                 | 48                 | 1013               |
| ------------------------ | ------------------ | ------------------ | ------------------ | ------------------ | ------------------ | ------------------ | ------------------ | ------------------ | ------------------ | ------------------ | ------------------ | ------------------ | ------------------ |
| Джерело: Weatherbase.com |                    |                    |                    |                    |                    |                    |                    |                    |                    |                    |                    |                    |                    |

## Демографія
Згідно з переписом 2010 року, у місті мешкали 1243 особи в 486 домогосподарствах у складі 330 родин. Густота населення становила 816 осіб/км².  Було 590 помешкань (387/км²).
Расовий склад населення:
| - 73,0 % — білих - 17,1 % — корінних американців - 0,2 % — чорних або афроамериканців |

До двох чи більше рас належало 9,3 %. Частка іспаномовних становила 2,9 % від усіх жителів.
За віковим діапазоном населення розподілялося таким чином: 26,4 % — особи молодші 18 років, 53,5 % — особи у віці 18—64 років, 20,1 % — особи у віці 65 років та старші. Медіана віку мешканця становила 39,5 року. На 100 осіб жіночої статі у місті припадало 95,1 чоловіків;  на 100 жінок у віці від 18 років та старших — 88,7 чоловіків також старших 18 років.
Середній дохід на одне домашнє господарство  становив 47 330 доларів США (медіана — 39 653), а середній дохід на одну сім'ю — 59 735 доларів (медіана — 47 708). Медіана доходів становила 50 156 доларів для чоловіків та 28 125 доларів для жінок. За межею бідності перебувало 19,5 % осіб, у тому числі 28,9 % дітей у віці до 18 років та 11,0 % осіб у віці 65 років та старших.
Цивільне працевлаштоване населення становило 422 особи. Основні галузі зайнятості: освіта, охорона здоров'я та соціальна допомога — 21,6 %, виробництво — 19,4 %, сільське господарство, лісництво, риболовля — 12,8 %, роздрібна торгівля — 12,1 %.